# Hähnichen
Hähnichen – miejscowość i gmina w Niemczech, w kraju związkowym Saksonia, w okręgu administracyjnym Drezno, w powiecie Görlitz, wchodzi w skład wspólnoty administracyjnej Rothenburg/O.L.
Dzielnice gminy:
- Hähnichen
- Quolsdorf
- Spree
- Trebus